# Petriana
Petriana (precedentemente noto come Uxelodunum)  è stato un castrum romano lungo il Vallo di Adriano, tra il forte di Aballava a occidente e quello di Camboglanna a oriente. Situato ove sorge la moderna Stanwix, in Cumbria, era il forte più grande del Vallo.
Il nome del forte è riportato come Petrianis nella Notitia dignitatum; nella Cosmografia ravennate al contrario, è detto Uxellodamo, sulla coppa di Rudge viene chiamato Uxelodum, sulla patera di Staffordshire Moorlands Vxelodvnvm e sulla patera di Amiens Uxelodunum. Il nome Petrianis deriva da quello dell'unità che funse da guarnigione del forte; Uxelodunum sembra la latinizzazione di un toponimo celtico, dal probabile significato di «forte alto».

## Struttura
Il forte si trovava a circa 13 km a ovest del forte di Camboglanna e 9 a est di quello di Aballava; attualmente si trova al di sotto del villaggio di Stanwix.
Posto su di una piattaforma naturale che domina il fiume Eden (l'antico Ituna), misurava 180 m da nord a sud e 210 m da est a ovest, per un'area di circa 3,8 ettari: si trattava dunque del più grande dei forti del Vallo di Adriano, che passava lungo il suo lato settentrionale. Il forte controllava la testa di ponte sull'Eden e l'importante via occidentale da e per la Scozia.

## Guarnigione
Data la vastità del forte, si ritiene che abbia alloggiato una coorte miliaria di cavalleria; quasi sicuramente si trattava dell'ala Augusta Gallorum Petriana, l'unico reggimento di quella dimensione del Vallo. Si trattava di un'unità ausiliare di prestigio, i cui soldati erano stati fatti cittadini romani per il loro valore sul campo di battaglia. Pare che il forte abbia preso dall'unità il proprio nome, che soppiantò quello originale di Uxelodunum.

## Scavi
Durante gli scavi del 1932-34 furono tracciati il percorso del fossato del bastione meridionale e del Vallo, che formava il limite settentrionale del forte. Costruzioni simili ad alloggiamenti furono ritrovate all'interno del forte. Nel 1939 un vasto granaio disposto in direzione est-ovest fu scoperto durante i lavori di ampliamento del cortile della locale scuola. L'anno successivo vennero alla luce la torre di sud-ovest, oltre alle mura meridionali e orientali.
Nel 1934 furono ritrovati degli oggetti che evidentemente furono trascinati nel fiume dal forte; tra di essi vi erano spille, supporti per le armature dei cavalieri e imbracature.